# Sociedade Filarmônica Real
A Sociedade Filarmônica Real (em inglês:  Royal Philharmonic Society) é sociedade de música erudita do Reino Unido. Formada em 1813 em Londres, tinha o objetivo original de promover apresentações musicais instrumentais no local. Apesar de não possuir mais sua própria orquestra, atualmente a sociedade continua com um programa de atividades que focam compositores e jovens músicos. Desde 1989, promove anualmente o Prêmio de Música da Sociedade Filarmônica Real para a música britânica.
A sociedade premia ocasionalmente músicos com uma medalha de ouro.

## História
Em Londres, numa época em que a cidade não possuía orquestras fixas nem séries de concertos de música de câmara, um grupo de músicos profissionais formou a Sociedade Filarmônica de Londres em 24 de janeiro de 1813. Seu objetivo era promover a apresentação de música instrumental da forma mais perfeita possível. Entre os fundadores estava o pianista e violinista William Dance, que se tornou o primeiro diretor e tesoureiro até sua morte em 1840.
Em 8 de março ocorre o primeiro concerto, uma apresentação de sinfonias de Joseph Haydn e Ludwig van Beethoven por Johann Peter Salomon, com Muzio Clementi no piano e Nicolas Mori no violino. A sociedade convidou Beethoven à Londres, mas problemas de saúde com o compositor o impossibilitaram aceitar o convite. Entretanto, um pedido da sociedade por uma nova sinfonia dele resultou na sinfonia nº 9. Outros pedidos do grupo incluíram a sinfonia nº 4 de Felix Mendelssohn.
Atualizaram o nome para Sociedade Filarmônica Real durante a temporada de centenário em 1912, continuando a organizar concertos mesmo durante duas guerras mundiais.